# Guadijeño
Se llama guadijeño a un cuchillo de hoja con ancho de cuatro dedos, de un solo filo y punta aguda. 
El mango o empuñadura tiene a su extremo una especie de horquilla o cavidad para poner el dedo pulgar, con lo que se logra lleve más fuerza el golpe dado con él. Se trata de un arma que utilizaban habitualmente los malhechores, asesinos y hombres de malos antecedentes.